# Allen (Kentucky)
Allen – miasto w Stanach Zjednoczonych, w stanie Kentucky, w hrabstwie Floyd.